# Асратян, Марат Русланович
Асратя́н Мара́т Русла́нович (3 августа 1979, Степанакерт, НКАО, Азербайджанская ССР) — политик непризнанной Нагорно-Карабахской Республики, депутат парламента.

## Биография
Марат Русланович Асратян родился 3 августа 1979 года в городе Степанакерте, в семье рабочих. Отец и мать Марата Асратяна работали на Степанкертской обувной фабрике. Марат Асратян — старший из детей в семье.
Марат Асратян получил русское образование, и в 1996 году окончил Степанакертскую среднюю школу № 11. В 1996—1999 годах служил в рядах Армии Обороны НКР. После службы с 1999 года по 2005 год работал юрисконсультом в ГНКО «Восточная служба сейсмической защиты» агентства ВССЗ Министерства по чрезвычайным ситуациям республики Армения. После, в 2005—2007 годах, работал заведующим отделом кадров ЗАО «Арцахское швейно-обувное производственное объединение».
В 2007 году Марат Асратян окончил юридический факультет Ереванского университета «Ереван».

## Политическая деятельность
В мае 2007 года Марат Асратян был включен в состав избирательной комиссии города Степанакерта и 14 октября 2007 года был избран в органы местного самоуправления членом Степанакертского городского совета старейшин. С 2008 по 2012 годы Марат Асратян работал юристом-методистом Центра медико-социальной экспертизы Министерства труда и социального обеспечения непризнанной Нагорно-Карабахской Республики (НКР).
На парламентских выборах 23 мая 2010 года Марат Асратян был избран депутатом Национального Собрания НКР 5-го созыва от избирательного округа № 1. С 2012 года является членом постоянной комиссии Национального Собрания по социальным вопросам и вопросам здравоохранения. Также является членом депутатской группы Национального Собрания «Арцахатун». В 2011 году баллотировался на пост мэра города Степанакерта и набрал 13 % от числа проголосовавших, уступив Сурену Григоряну и Эдуарду Агабекяну.
В 2012 году был назначен директором центра оповещения пенсионных реформ при министерстве труда и социального обеспечения НКР.
24 февраля 2015 года, решением Правительства НКР, был назначен руководителем Фонд социальных программ Арцаха.
С 15 февраля 2019 года возглавлял управление территориального развития в аппарате Государственного министра НКР.
15 февраля 2021 года указом Президента НКР, назначен заместителем комитета кадастра и управления государственным имуществом НКР.

## Семья
Марат Асратян женат, имеет двоих детей.